# Fieffes-Montrelet
Fieffes-Montrelet település Franciaországban, Somme megyében. Lakosainak száma 346 fő (2022. január 1.). Fieffes-Montrelet Berneuil, Bonneville, Canaples, Candas, Fienvillers, Gorges és Pernois községekkel határos.

## Népesség
A település népességének változása:
| Lakosok száma | 327  | 323  | 325  | 327  | 334  | 341  | 340  | 341  | 346  |
|               | 2013 | 2015 | 2016 | 2017 | 2018 | 2019 | 2020 | 2021 | 2022 |